# 弗拉迪米爾鄉 (戈爾日縣)
44°50′N 23°34′E / 44.833°N 23.567°E
弗拉迪米爾鄉（羅馬尼亞語：Comuna Vladimir, Gorj），是羅馬尼亞的鄉份，位於該國西南部，由戈爾日縣負責管轄，面積59平方公里，海拔高度276米，2007年人口3,361，人口密度每平方公里57人。